# Marienfliess
Marienfliess är en kommun i Landkreis Prignitz i delstaten Brandenburg, Tyskland.
Kommunen bildades 31 december 2001 genom en sammanslagning av de tidigare kommunerna Frehne, Jännersdorf, Krempendorf och Stepenitz.
Kommunen ingår i kommunalförbundet Amt Meyenburg tillsammans med kommunerna Gerdshagen, Halenbeck-Rohlsdorf, Kümmernitztal, och Meyenburg.